# Anca Parghel
Anca Parghel (Câmpulung Moldovenesc, 16 de setembro de 1957 - Timișoara, 5 de dezembro de 2008) foi uma cantora e professora de jazz romena. Foi casada com o pintor Virgiliu Parghel, de quem se divorciou em 2001.

## Biografia
Após terminar o Liceu de Música de Iași, continuou seus estudos no Conservatório de Música na mesma localidade.
Até 1989, já havia ensinado canto, piano e improvisação no Liceu de Música de Suceava, no Conservatório de Música em Bucareste; em Bruges e Namur (La Marlagne), na Bélgica; em Hanôver, Ravensburg, no Conservatório de Lípsia, Munique e Oldenburg), na Alemanha; no Reino Unido e em Chișinău, na Moldávia.  
Participou de importantes festivais de jazz importante desde 1984 (Bucareste, Brașov, Sibiu, Costinești, Iași, Nuremberga, Lípsia, Varsóvia, Leverkusen, Viena, Liège, Tubinga, Munique, Linz, Zagreb, Varna, Łomża e Bratislava); e em clubes de jazz na Roménia, Bulgária, Alemanha, Bélgica,  Áustria e Suíça.
Ao longo de sua carreira tocou com músicos romenos conhecidas, incluindo Johnny Raducanu, Mircea Tiberian, Garbis Dedeian, e com celebridades mundiais do jazz como (Billy Hart, Archie Shepp, Larry Coryell, Jean-Louis Rassinfosse, Phillipp Catherine, Marc Levine, Claudio Roditi, Thomas Stanko, Ricardo del Fra, Stéphane Galland, Jon Hendricks Band, Klaus Ignatzek etc.). Radicada em Bruxelas, continuou a atividade de cátedra, como professora de jazz vocal no Conservatório Real de Música da cidade e no Conservatório Lemmens, e como música e vocalista de jazz na cena jazzística da Bélgica, Alemanha e Holanda em trios, quartetos ou quintetos, com os músicos Ciprian Parghel (baixo), Tudor Parghel (percussão), Kurt Bulteel (piano) e Paolo Radoni (guitarra).
Por ocasião do festival Jazz Supernight em Mamaia (julho de 2002), deu um concerto com o saxofonista norte-americano Rick Conditions, o baterista italiano Fabio Grande e muitos de seus antigos colaboradores: o pianista Ion Baciu Jr. e o baixista Pedro Negrescu. Ela também apareceu no palco do Bucharest Jazz Festival 2002, com a Big Band Radio liderada por Ionel Tudor.
No dia 28 de junho de 2008, foi internada em um hospital devido a dores de cabeça e no estômago, sendo posteriormente diagnosticado um câncer nos ovários, aparentemente hereditário. No dia 5 de dezembro de 2008 morreu no hospital do județ de Timișoara. 
Anca Parghel está enterrada no cemitério de artistas Bellu em Bucareste.

## Discografia
- Tinerii dansează (Electrecord, 1986)
- Soul, My Secret Place (Blue Flame, 1987)
- Magic Bird  (cu Mircea Tiberian) (Electrecord, 1988)
- Indian Princess (Blue Flame, 1989)
- Octet Ost (Amadeo, 1990)
- Ron und Tania (Polydor, 1991)
- Is That So? (Koala, 1992)
- Airballoon (Nabel, 1992)
- Beautiful Colours (Nabel, 1993)
- Carpathian Colours (Nabel, 1994)
- Jazz, My Secret Soul (Intercont Music, 1994)
- Indian Princess (Jazz Specials Edition) (Miramar, 1995)
- Noapte albă de crăciun / White Christmas Night (Prima Club, 1994)
- Midnight Prayer (Intercont Music, 1996)
- Primal Sound (Acoustic Music, 1999)
- Zamorena (Roton, 2007) (ft. Tom Boxer)
- Colind pentru România (Roton, 2008) (ft. Fly Project)